# Pithom
Pithom (auch Pitom) ist ein biblischer Ortsname, der im 2. Buch Mose (Ex 1,11) neben Ramses als Stadt genannt wird, die die Israeliten hätten erbauen müssen (siehe Auszug aus Ägypten). Es ist die hebräische Form des altägyptischen Pi-Tum (auch Pi-Atum oder Per-Atum, von pr-Jtm – „Haus des Atum“). Dieser Name tritt zum ersten Mal zur Zeit des ägyptischen Neuen Reiches auf. Durch Herodot ist die altgriechische Form Patumos überliefert.
Der Ort lag im Wadi Tumilat, einem etwa 50 km langen Tal im östlichen Nildelta. Umstritten ist, mit welchem archäologischen Fundplatz der Name zu verbinden ist. Es kommen Tell el-Maschuta oder Tell er-Retaba in Frage.

## Schriftliche Belege

### Das ägyptische Pi-Atum
Der Gebrauch des Wortes Pi bzw. Per im Ortsnamen ist wesentlich. Es hatte weitreichende Verwendung in altägyptischen Texten und leitet sich von pr „Haus“ ab. Der Ausdruck bezeichnete unter anderem den Tempel eines Gottes und in größerem Kontext das Tempel-Areal oder die Domäne eines Gottes. In diesem Sinne umfasste es ein weit größeres Gebiet als der eigentliche Tempel und konnte eine ganze Stadt bezeichnen.
Der Papyrus Anastasi VI, der in die Zeit des Merenptah datiert, erwähnt, dass man Schasu-Beduinen aus Edom den Durchgang durch die Festung „Merenptah-Hetephermaat“ gewährte. Dadurch konnten diese zu den Seen von Pi-Atum gelangen, das in der Region Tjeku liegt, um ihre Herden zu ernähren. Interessanterweise werden die Seen, die sich auf Pi-Atum beziehen, von den ägyptischen Schreibern nicht mit dem ägyptischen Wort angegeben, sondern mit dem semitischen Lehnwort b-r-k-w.t in syllabischer Schreibung. Manfred Bietak geht davon aus, dass ein ursprünglich ägyptischer Name von diesem idiomatischen Ausdruck verdrängt wurde. Die Region müsse deshalb für längere Zeit von einer semitischsprachigen Bevölkerung besiedelt gewesen sein.
Unter den Funden aus Tell el-Maschuta gibt es zwei Objekte, die sich auf Pi-Atum beziehen, alle anderen gebrauchen den Ausdruck Tjeku. Die Statue eines Schreibers, die in die Regierungszeit des Osorkon II. datiert, erwähnt das „Haus des Atum“ (pr-Jtm) als Teil von dessen Titel. Die Pithomstele aus der Zeit des Ptolemaios II. erwähnt den Ortsnamen drei Mal, in der 13. Zeile als „Pi-Atum von Tjeku“.
Die Ortsbezeichnung Tjeku bezeichnete ursprünglich wohl die ganze Region des Wadi Tumilat. Sie ist aber auch mit dem Fundort Tell el-Maschuta verbunden. So enthält der arabische Name des heutigen Dorfes noch immer das linguistische Element ṯkw. Das hebräische Sukkot (Ex 12,37) wird ebenfalls auf das ägyptische Tjeku zurückgeführt.

### Das hebräische Pithom
Im 2. Buch Mose werden die Ereignisse um den Auszug aus Ägypten geschildert (Kapitel 1–15). Es heißt darin, dass die Israeliten zu Fronarbeit herangezogen wurden, um die Vorratsstädte Ramses und Pithom zu bauen (Ex 1,11). Die linguistische Gleichsetzung von Pitom mit Pi-Atum ist unbestritten.
Die Bezeichnung Vorratsstadt scheint für Jan Assmann jedoch nicht zur Funktion der Stadt Pi-Atum zu passen: „Vorratsstädte“ sind Stationen, die mit Vorräten zur Versorgung des Heeres und mit Garnisonen zur Sicherung der großen Feldzugsrouten angelegt wurden.
In den mittelalterlichen Reiseberichten des Benjamin von Tudela wird Fajum als das biblische Pithom identifiziert.

### Weitere Namen
Der antike griechische Geschichtsschreiber Herodot bereiste Ägypten zur Zeit der Ersten Perserherrschaft (um 450 v. Chr.) und schrieb darüber im zweiten Buch seiner Historien. Darin erwähnt er, dass der Kanal, der unter Necho II.  begonnen wurde und von einem Nilarm bei Bubastis durch das Wadi Tumliat zum Roten Meer führte, an „der arabischen Stadt Patumos“ vorbeifließt. Auch die Gleichsetzung von Patumos mit Pi-Atum ist unbestritten.
In Tell el-Maschuta wurde eine lateinische Inschrift gefunden, die den Ortsnamen „Ero (castra)“ angibt. Offenbar handelt es sich dabei um eine Entsprechung des griechischen Heroonpolis. In der Übersetzung der Septuaginta (Gen 46,28) steht Heroonpolis für die hebräische Ortsbezeichnung Gosen. Die koptische Bibelübersetzung (im bohairischen Dialekt) wiederum ersetzt Heroonpolis durch Pethom.

## Tell er-Retaba und Tell el-Maschuta

Ramses II. erschlägt einen „Asiaten“ vor dem Gott Atum („Herr von Tjeku“); Nachzeichnung eines Reliefs aus Tell er-Retaba

Der Fundplatz Tell er-Retaba enthält eine Festung aus dem Neuen Reich. Ramses II. errichtete dort einen Tempel für den Kult des „Atum, Herr von Tjeku“. Eine Stele und eine Statue zeigen ihn zusammen mit diesem Gott. Ramses III. verstärkte die Festung und errichtete weitere Denkmäler. Die Festungsstadt war während des Neuen Reiches (ca. 1550–1070 v. Chr.) der einzige größere Ort im Wadi Tumilat und nur von 600 bis 400 v. Chr. unbewohnt.
In Tell el-Maschuta existierte zwar in der Zweiten Zwischenzeit (ca. 1650–1550 v. Chr.) eine Hyksos-Siedlung, dagegen ist für den Zeitraum des Neuen Reiches (ca. 1550–1070 v. Chr.) und der Dritten Zwischenzeit (ca. 1070–652 v. Chr.) keine Besiedlung festzustellen. Erst im 7. Jahrhundert v. Chr. wurde der Ort neu gegründet. In dieser Zeit ließ Necho II. zwischen 610 und 605 v. Chr. den Bubastis-Kanal anlegen, um den pelusischen Nilarm mit dem Roten Meer zu verbinden. Der dabei neu angelegte Ort Tell el-Maschuta diente zunächst als Lager für die am Kanalausbau beschäftigten Arbeiter. Kurze Zeit später wurden dort Apis-Stiere geopfert und Einrichtungen für den späteren Tempel des Atum gebaut.
Die älteren Denkmäler der Ramessiden- und dritten Zwischenzeit, die in Tell el-Maschuta gefunden wurden, müssten deshalb einen späteren Transport dorthin erfahren haben, vermutlich aus Tell er-Retaba. Der archäologische Befund deutet also darauf hin, dass Tell el-Maschuta die Nachfolgesiedlung von Tell er-Retaba war und dass dieses ein Stück weiter östlich neu gegründet wurde, als Necho II. den Kanal durchs Wadi Tumilat errichten ließ.

## Identifikation
Kenneth A. Kitchen meinte, dass Tell er-Retaba (Pithom) und Tell el-Maschuta (Tjeku) im Neuen Reich gleichzeitig existierten. Der keramische Befund widerspricht jedoch eindeutig dieser Annahme: Das Wadi-Tumilat-Projekt fand unter den hunderttausenden von Keramikscherben nicht eine einzige, die in die 18. oder 19. Dynastie datiert.
Jansen-Winkeln geht davon aus, dass sowohl Tell er-Retaba als auch die Nachfolgesiedlung Tell el-Maschuta mit dem Namen Tjeku (im engeren Sinne) und Per-Atum (Pitom) bezeichnet wurden, obwohl letzteres nur für Tell el-Maschuta explizit belegt ist.
Für eine eindeutige Identifizierung von Pitom mit Tell el-Maschuta spricht sich Redford aus. Dieser Ansicht folgt Rainer Albertz. Auf der Grundlage, dass die Siedlung Tell el-Maschuta erst im 7. Jahrhundert v. Chr. gegründet wurde, geht er davon aus, dass vom Verfasser der Endkomposition der Exodus-Erzählung eine Stadt genannt wird, die in dessen Gegenwart im 6. Jahrhundert v. Chr. weithin bekannt war, jedoch in der Ramessidenzeit noch nicht existierte. Somit handelt es sich seiner Meinung nach bei der Nennung der Stadt Pitom um einen Anachronismus.
Dagegen identifiziert Bietak den Ortsnamen Pithom eindeutig mit Tell er-Retaba. Die Identifikation mit Tell el-Maschuta könne bestenfalls als Verlegung des Tempels des Pi-Atum von Tell er-Retaba nach Tell el-Maschuta gedeutet werden. So erscheine es sicher, dass der Tempel in Tell er-Retaba dem Gott Atum geweiht wurde. Das würde bedeuten, dass dieser ein pr-Jtm – „Haus des Atum“ – war.